# Lascoria metaleuca
Lascoria metaleuca är en fjärilsart som beskrevs av George Francis Hampson. Lascoria metaleuca ingår i släktet Lascoria och familjen nattflyn. Inga underarter finns listade i Catalogue of Life.